# مایک میگنولا

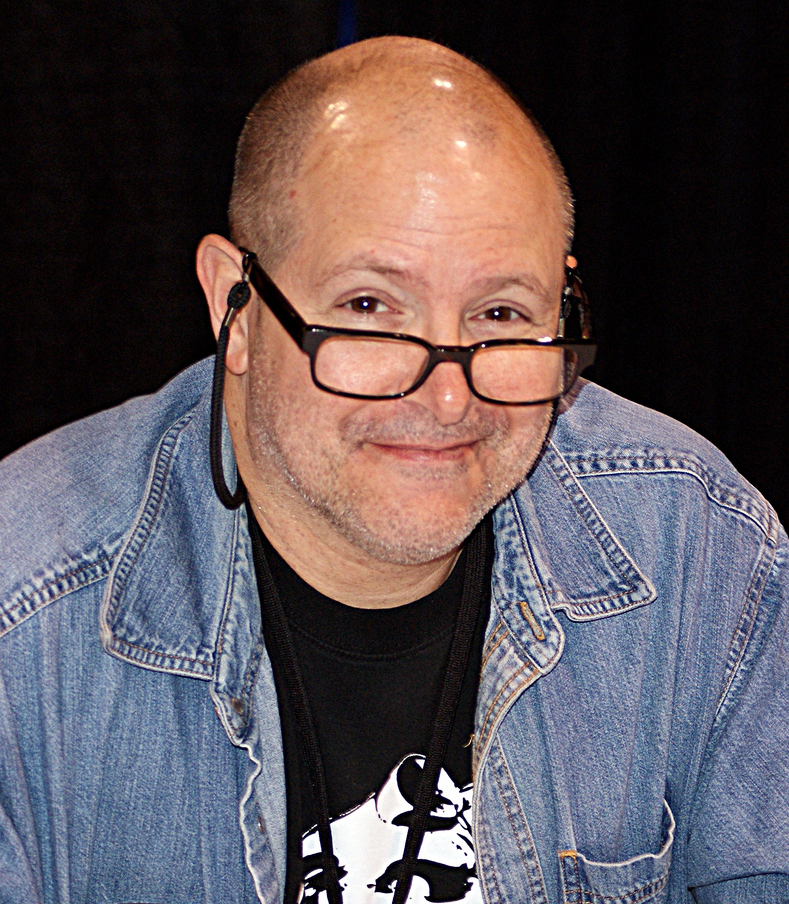
Mignola in June 2011

مایک میگنولا(به انگلیسی: Mike Mignola) یکی از طراحان معروف کمیک استریپ می‌باشد.

## زندگی‌نامه
مایک میگنولا در سال ۱۹۶۲ در کالیفرنیا به دنیا آمد و در سال ۱۹۸۲ در دانشگاه هنرهای زیبا کالیفرنیا فارغ االتحصیل شد

## فعالیت هنری
بعد از همکاری با دی سی و مارول به عنوان قلم گیر در سال ۱۹۸۶ از آن جدا شد.
در سال ۱۹۹۳ اقتباسی از دراکولای فرانسیس فورد کاپولا را تصویر سازی کرد. در سال ۱۹۹۴ مجموعه پسر جهنمی را نوشت که داستان هیولای قرمز رنگی است که به زمین آمده تا به انسانها کمک کند براساس این کمیک در سال ۲۰۰۴ از آن فیلم پسر جهنمی ساخته شد و در سال ۲۰۰۸ قسمت دوم فیلم آن به نام پسرجهنمی ۲: ارتش طلایی به نمایش در آمده است. در سال ۲۰۱۹ سری جدید پسر جهنمی به نام پسر جهنمی (فیلم ۲۰۱۹) به کارگردانی نیل مارشال و با بازی دیوید هاربر ساخته شد که نقدهای منفی دریافت کرد. سال ۲۰۲۴ نیز یک فیلم دیگر از این شخصیت به کارگردانی برایان تیلور و با بازی جک کسی اکران شد که نقدهای متوسط همراه بود. دو انیمیشن سینمایی به نام‌های پسر جهنمی: شمشیر طوفان و پسر جهنمی: خون و آهن به کارگردانی تد استونز و ویکتور هوک در بین سال‌های ۲۰۰۶ و ۲۰۰۷ ساخته شدند. انیمیشن شمشیر طوفان در سال ۲۰۰۷ نامزد دریافت جایزه امی شد. از بازی‌های ویدئویی می‌توان به بازی پسرجهنمی: سگ‌های شب، پسر جهنمی: دانش شیطان و بی‌عدالتی ۲ اشاره کرد.